# Тиволи Холл
Тиволи Холл (словен. Hala Tivoli) — спортивное сооружение в городе Любляна. Большой или ледовый зал, предназначен в основном для хоккейных и баскетбольных матчей, может вместить около 4000 человек, малый зал рассчитан на 4050 мест. 

## История
Спортивное сооружение в Любляне, расположенное на краю одноименного парка Тиволи, было спроектировано архитектором Марьяном Кристмасом и построено в период с ноября 1963 по март 1965 года. 
Последний ремонт проводился в 2005 году, в ходе которого, среди прочего, все стоячие места были заменены сиденьями. Зал отапливается и, благодаря различным мерам, легко может быть адаптирован под любые мероприятия. По этой причине зал известен за пределами Словении как место проведения концертов, а билеты на мероприятия пользуются большим спросом.

### Музыкальные мероприятия
В этом зале, перед 6000 слушателями, выступал с концертом известный американский джазовый музыкант Луи Армстронг. Рекорд посещаемости был установлен в 1986 году на концерте британской группы Dire Straits, который посетили 8000 слушателей. По неподтверждённым сведениям в 1978 году на концерте группы Boney M в этом зале количество слушателей могло быть и больше. 
В Тиволи Холл свои концерты проводили многие известные музыканты, в том числе Анахи, Би Би Кинг, Айк и Тина Тернер, Burning Spear, Джо Кокер, Боб Дилан, Игги Поп, Эрос Рамаззоти, Дэвид Боуи, Брайан Адамс, Стинг, Светлана Ражнатович, а также группы Rammstein, Deep Purple, Nirvana и другие. В зале Тиволи также состоялся финал словенского шоу "Slovenia Has Talent".

### Спортивные мероприятия
В Тиволи Холле проводилось множество крупных спортивных турниров. 
В 1965 году прошёл чемпионат мира по настольному теннису, в 1966 году чемпионат мира по хоккею с шайбой в группе А. В 1969 , 1974 , 1991 , 1998 , 2007 и 2010 годах проходили чемпионаты мира по хоккею с шайбой группы В. В 1970 году чемпионаты по баскетболу, фигурному катанию и гимнастике, в 1982 году по тяжелой атлетике, в 1984 году по боулингу.
На чемпионате мира по гимнастике в 1970 году югославскую сборную представили гимнасты-словенцы, а золотую медаль в упражнениях на коне выиграл Мирослав Церар. В том же году сборная Югославии по баскетболу неожиданно выиграла золотую медаль на чемпионате мира по баскетболу. 23 мая 1970 года рекордные 14 000 человек собрались в Тиволи холле на матче между Югославией и США. Титул чемпионов мира югославы себе обеспечили последним броском.
В 2013 году в большом зале Тиволи Холл прошли игры предварительного этапа группы А чемпионата Европы по баскетболу среди мужских сборных.
На площадки этого спортивного зала играет баскетбольный клуб Цедевита.

#### Хоккей
- 2007 Группа B первого дивизиона чемпионата мира по хоккею с шайбой 2007
- 2022 Группа А первого дивизиона чемпионата мира по хоккею с шайбой 2022